# Narundi

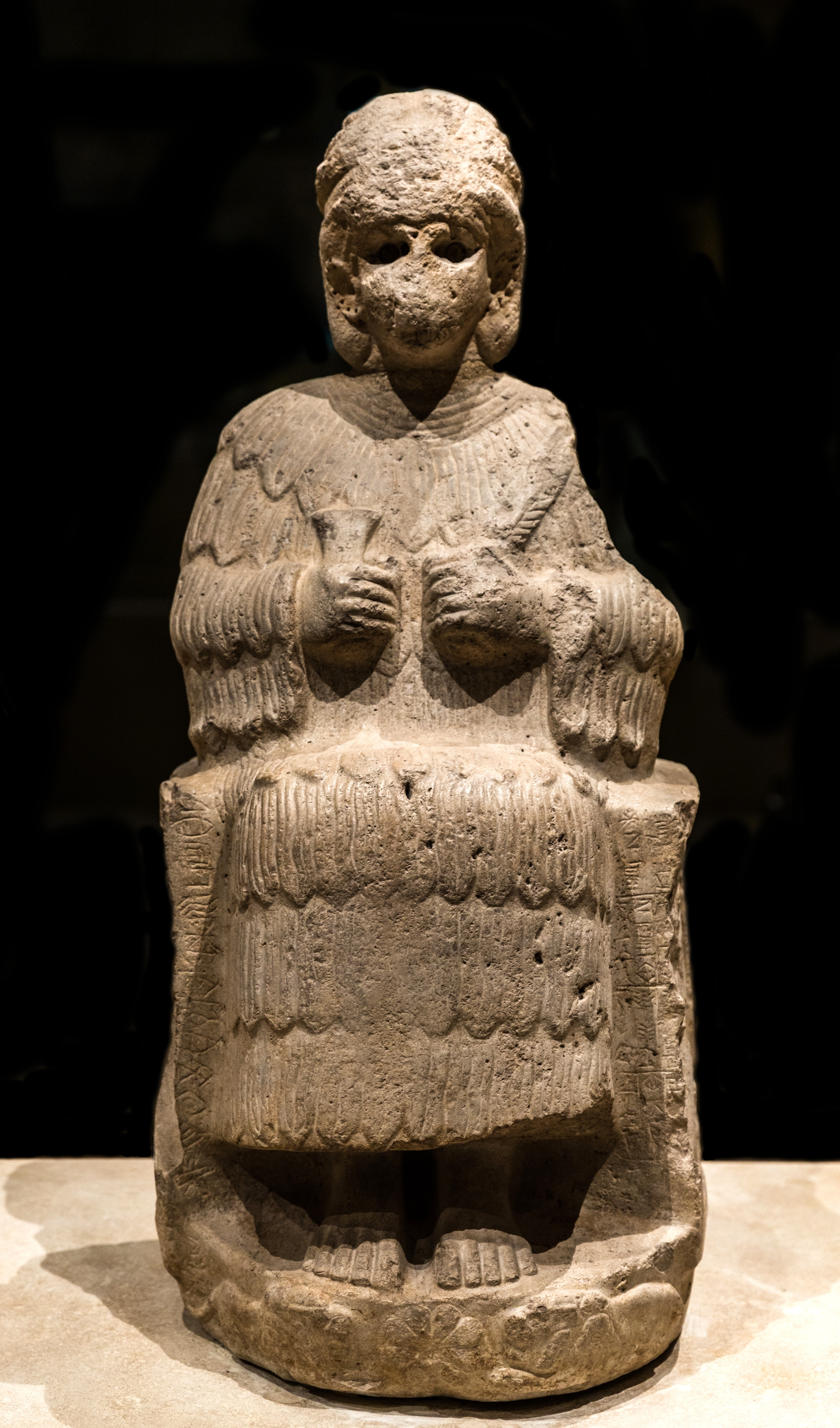
Una estatua de Susa del reinado de Kutik-Inshushinnak presuntamente una representación de Narundi. Museo del Louvre.

Narundi  (𒀭𒈾𒊒𒋾 dna-ru-ti) o Narunde  era una diosa de la religión elamita adorada en Susa. Se tiene constancia de ella entre el 2250  y el 1800 a. C. aproximadamente. Múltiples inscripciones la mencionan, y se supone que era una deidad popular en la época. En épocas posteriores, aparece exclusivamente en Mesopotamia, donde desempeñaba un papel en rituales apotropaicos en asociación con los Sebitti. Se dispone de muchos testimonios de fuentes de finales de Asiria, pero no es seguro que deban considerarse una indicación de un culto continuo. 

## En Elam

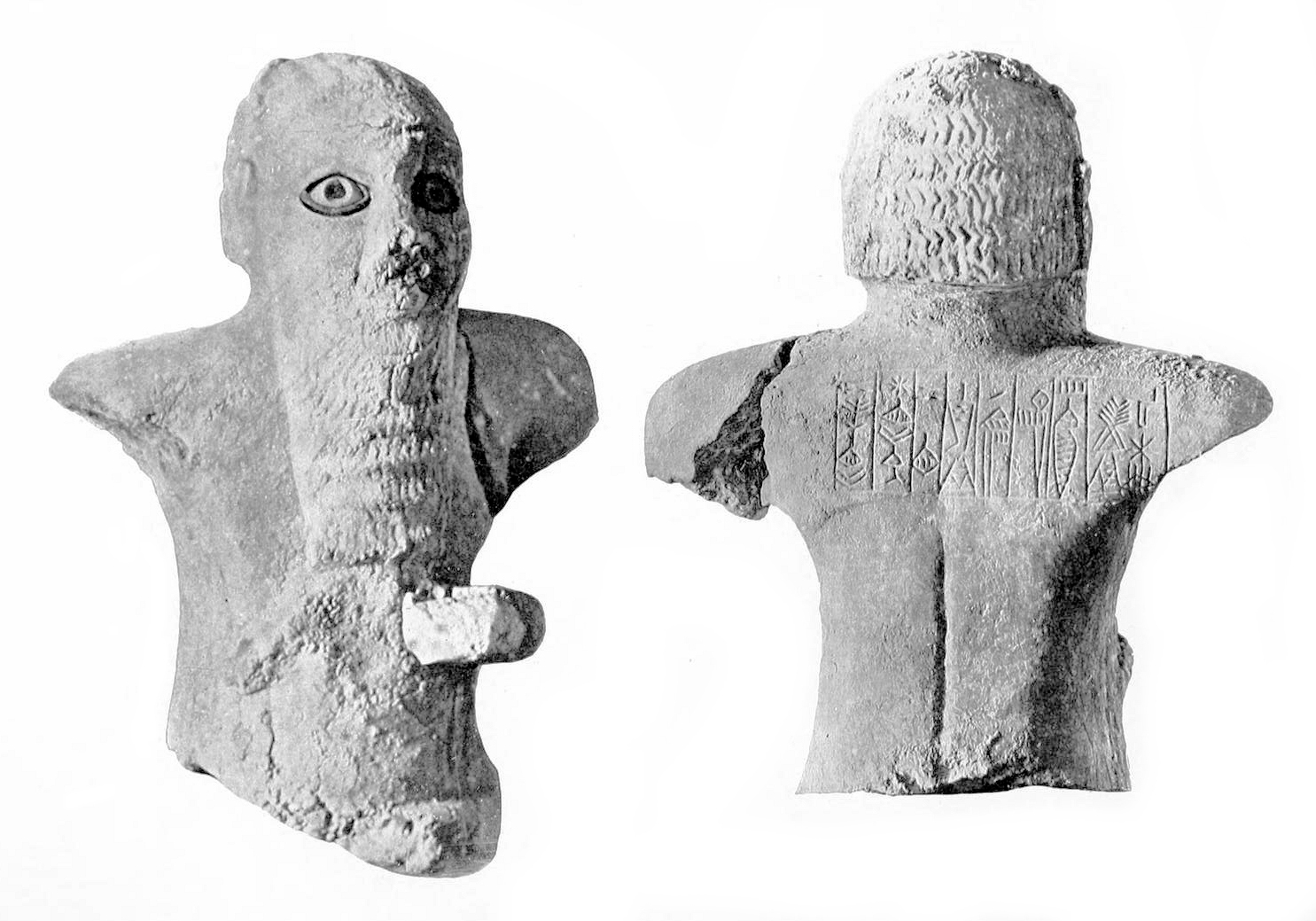
Estatua votiva arcaica con la inscripción de Eshpum en el reverso.

Narundi es la deidad elamita más antigua atestiguada. Aparece por primera vez en fuentes contemporáneas al reinado del Imperio acadio, y según Javier Álvarez-Mon gozó de cierta popularidad en los primeros períodos. Heidemarie Koch sugirió que funcionaba como diosa de la victoria. Fue venerada en Susa al menos desde alrededor del año 2260 a. C., como indica una estatua dedicada a ella hallada en el llamado de Manishtushu. Su estilo es característico del arte mesopotámico del Período Dinástico Arcaico IIIa (aproximadamente 2500 a. C.), aunque la inscripción es unos 250 años más reciente, y afirma que Eshpum, un funcionario local, la dedicó a Narundi en nombre de Maništušu, rey del Imperio acadio:

𒈠𒀭𒅖𒌅𒋢 / 𒈗 / 𒆧 / 𒀹𒅗 / 𒀵𒋢 / 𒀀𒈾 / 𒀭𒈾𒊒𒋾 / 𒀀𒈬𒈾𒊒
"ma-an-iš-tu-su / lugal / kiš / eš18-pum / ARAD2-su / a-na / {d}na-ru-ti / a mu-na-ru
 «Porque Manishtushu, rey de Kish, Eshpum, su sirviente, dedicó esta estatua a Narundi».

Según Nancy Highcock, lo más probable es que Eshpum reutilizara la estatua de un adorador anónimo anterior tras encontrarla durante la remodelación de un templo, posiblemente eligiéndola para este fin por su antigüedad. Actualmente se encuentra en la colección del Louvre (inv. S82).
En la misma época aparece también Narundi en un tratado de Naram-Sin.

### Durante el reinado de Kutik-Inshushinnak
En las fuentes del reinado de Kutik-Inshushinnak, Narundi es la segunda deidad más mencionada después de Inshushinak. Astatue presume la  representación de ella conocida de este periodo. Es la primera estatua de tamaño natural que se conoce y que se supone que representa a una deidad. La cabeza se descubrió en la zona de acrópolis de Susa en 1904, mientras que el cuerpo en el mismo lugar en 1907, y se unieron en 1967 en el Louvre. Está inscrita con texto tanto en acadio cuneiforme y elamita lineal. La identificación habitual de la estatua como una representación de Narundi se basa exclusivamente en la suposición de que su nombre aparece en este último, lo cual sigue siendo incierto. Se la representa con un cáunace que le cubre la mayor parte del cuerpo, aunque no las manos ni los pies, así como un tocado con cuatro pares de cuernos. Sostiene una palma y una copa, y se sienta en un trono decorado con tres pares de leones rugientes. Se han señalado similitudes entre la iconografía de esta presunta representación de Narundi con las representaciones mesopotámicas de Inanna. Ocasionalmente se sugiere que pudo ser una representación de esta última llevada a Susa como botín de guerra y posteriormente inscrita.
Kutik-Inshushinnak también menciona a Narundi en fórmulas de maldición. Una inscripción en una mesa votiva la invoca junto a Inshushinak, Inanna y Nergal para evitar su destrucción. Otra, identificada en una pequeña estatuilla, implora a ella, a Inshushinak, a Shamash, a Nergal y a una deidad cuyos nombres no se conservan que privaba de descendencia a quien la eliminara. En una estela conmemorativa que describe la construcción de un templo de un canal aparece después de Inshushinak, Shamash, Enlil, Enki, Ishtar, Sin y Ninhursag, y antes de la «totalidad de los dioses». Es posible que la selección de deidades pretendiera imitar las inscripciones de Naram-Sin, con las deidades principales del panteón local elamita añadidas a la lista habitual de miembros principales del panteón mesopotámico.

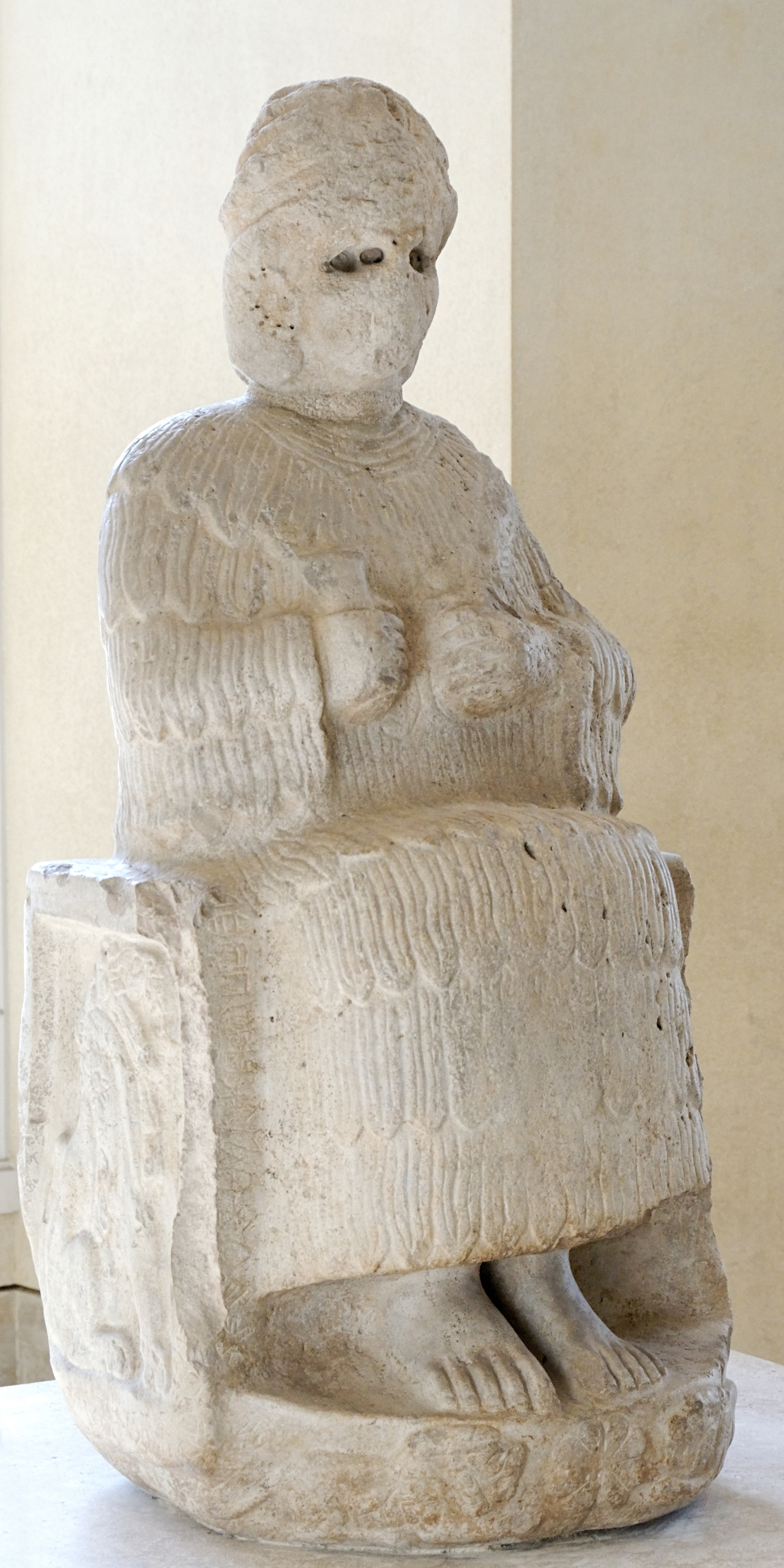
La estatua, inscrita con texto en elamita lineal y en acadio.
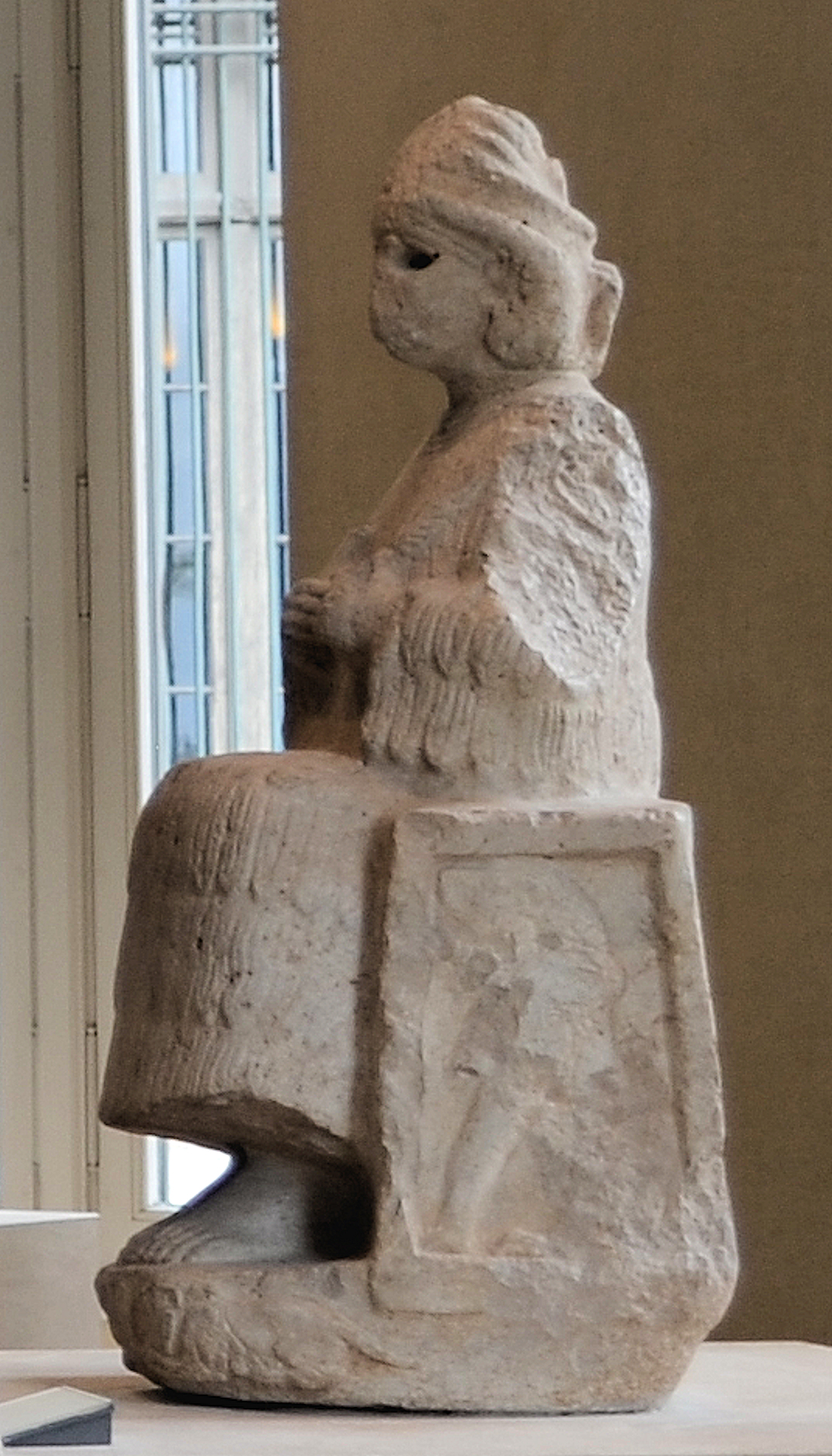
Los leones al lado del trono.
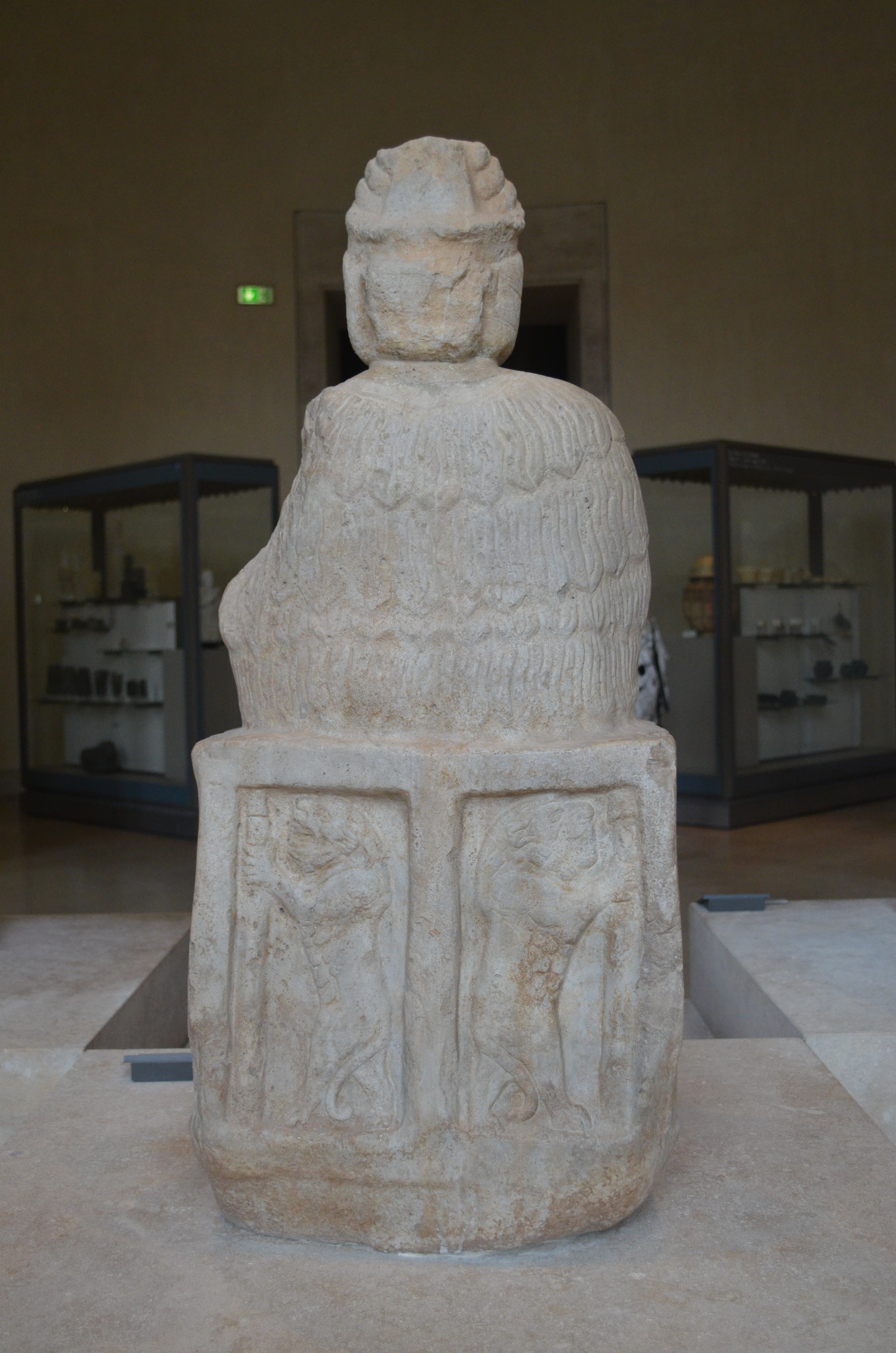
Los leones en el respaldo del trono.

### Testimonios elamitas posteriores
Alrededor del año 1800 AEC Attahušu, una sukkalmah de Elam, construyó un templo dedicado a Narundi. Aunque también está atestiguada en nombres teofóricos masculinos y femeninos de Susa del mismo periodo, como Ku-uk-Na-ru-de y dNa-ru-de-um-mi, este último lingüísticamente acadio, en los periodos siguientes ya no aparece en las fuentes elamitas.

## En Mesopotamia

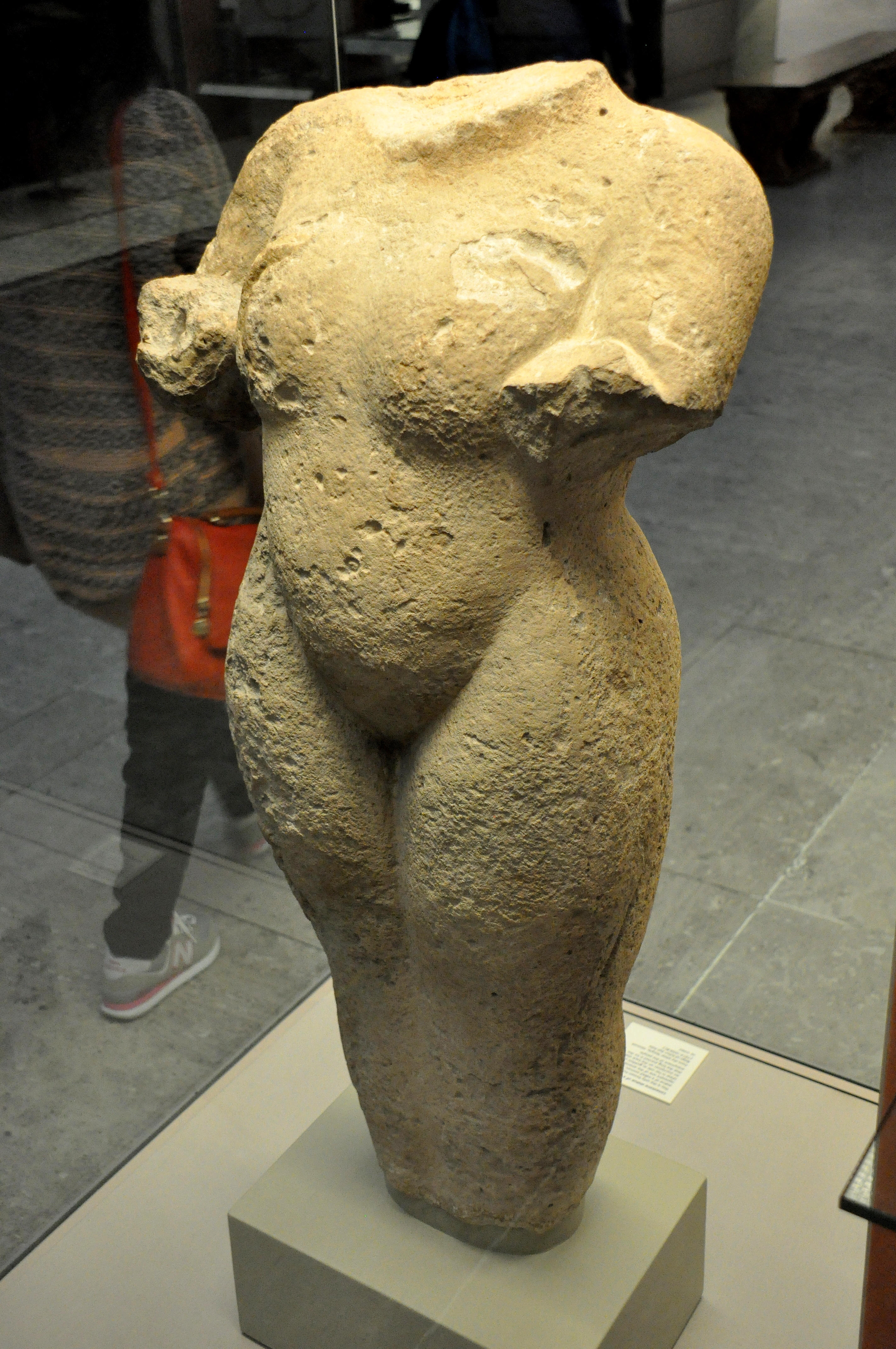
Figura del reinado de Ashur-bel-kala, identificada por Frans Wiggermann como posible representación de Narundi.

Las referencias a Narundi posteriores a los últimos testimonios de ella en fuentes elamitas proceden de Mesopotamia. Está presente en una lista de dioses del Imperio paleobabilónico de Nippur. También aparece en un único nombre teofórico femenino, Narudi-gamilat, identificado en un documento de esta ciudad que trata de tejedoras serviles y datado en el reinado de Rim-Sin I de Larsa. Frans Wiggermann afirma que podría equipararse a Ishtar o Nanaya en sus respectivos papeles relacionados con la guerra. Era comúnmente podría visto como una hermana de Sebitti. Alternativamente, se la podía considerar hermana de un grupo equiparado a ellos, en la lista de dioses An = Anum referida como los «Siete Divinos de Elam», posiblemente una invención «especulativa y secundaria» destinada a conciliar la diferencia cultural entre Narundi y Sebitti. Según Javier Álvarez-Mon, de los siete miembros de este último grupo, Šipali[x], Ibnahāš[x], Ibnasasa, Dahšišrīš, Rūšpānašpiš, Nahūndi e Igištu, solo los dos últimos aparecen en alguna otra fuente. La asociación de Narundi con los propios sebitti se atestigua por primera vez en fuentes del Imperio Asirio Medio. Fue adorada junto a ellos en Assur. Wiggermann sugiere que una estatua de una mujer desnuda del reinado de Ashur-bel-kala según una inscripción que la acompaña hecha «para excitar» y colocada bajo la protección de los sebitti podría ser una representación de Narundi o una deidad análoga. Gina V. Konstantopoulos considera que esto es poco plausible, ya que mientras que ella era la única deidad femenina asociada con este grupo, las inscripciones los asocian con el oeste, en lugar de con Elam. En un ritual tākultu del reinado de Senaquerib, se la invoca en un ritual de purificación. Según Beate Pongratz-Leisten, es imposible evaluar si los testimonios asirios de Narundi son una indicación de un culto continuo superviviente o si simplemente constituyen referencias literarias a rituales más antiguos.
Según fuentes mesopotámicas, el atributo de Narundi era un timbūtu, un instrumento musical no identificado, tentativamente identificado como un arpa. En el llamado Bird Call Text, se la asocia con dos pájaros no identificados: katīmatu, cuyo grito se interpreta como «hermano, hermano», y siḫ- KUR, cuyo grito es «¡Ay, ay!» (u8-u-a u8-u-a). El katīmatu por lo demás está escasamente documentado, aunque se sabe que su nombre se deriva del verbo acadio katāmu, «cubrir" o "velar». siḫ-KUR es actualmente imposible de identificar. Wilfred G. Lambert señaló que el texto parece reflejar solo los puntos de vista teológicos típicos del primer milenio a. C. y consideró imposible evaluar si se trataba de conexiones preexistentes entre deidades y pájaros, o si las inventó basándose en la interpretación teológica de los cantos de los animales.